# Miku Martineau
Miku Martineau, född 13 september 2004 i Toronto, är en kanadensisk skådespelare och sångerska.
Miku Martineau har bland annat medverkat i filmen Kate där hon spelade Ani. I Netflix-serien Bet spelade hon Yumeko, en av huvudrollerna.

## Filmografi (i urval)
- 2021 – Kate
- 2025 – Bet (TV-serie)